# Paleoklimatologie
Paleoklimatologie is de studie van het klimaat met behulp van gegevens die in de bodem zijn opgeslagen. Klimaatgegevens kunnen uit zeer verschillend materiaal worden afgeleid en er is een grote variatie aan onderzoeksmethoden.

## Gebruik van fossielen

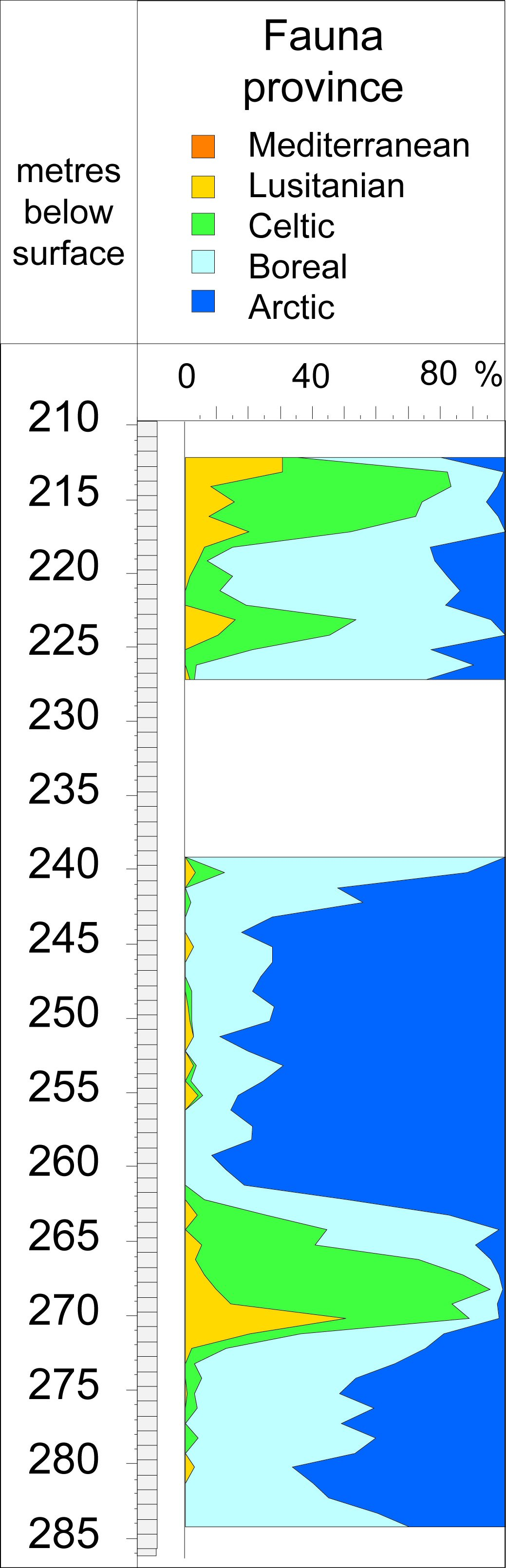
'Boring Noordwijk; Mariene moluskenfauna's uit het Pretiglien; Voorbeeld van klimaatgroepering waaruit de aanwezigheid van twee koude en twee warme perioden in deze tijdsspanne blijkt'

Van oudsher worden fossielen gebruikt om klimaatgegevens uit af te leiden. Hierbij wordt van het actualiteitsprincipe uitgegaan: voorkeuren en eisen zoals een soort die thans heeft, zal diezelfde soort in het verleden ook gehad hebben. Er wordt stilzwijgend aangenomen dat deze kenmerken zich in de loop van het bestaan van een soort door bijvoorbeeld evolutie niet hebben gewijzigd. Behalve deze aanname is een ander zwak punt dat het volledige ecologische en klimatologische spectrum van veel thans levende soorten niet echt bekend is. Vaak 'gebruikt' een soort onder bepaalde omstandigheden maar een deel van de mogelijkheden die die soort beschikbaar heeft (Onder andere omstandigheden zou dezelfde soort gebruik kunnen maken van een andere combinatie van mogelijkheden). Van soorten die zijn uitgestorven, worden de kenmerken van hun naaste nog bestaande verwanten genomen. Ondanks deze aannames, is het actualiteitsprincipe het enige houvast om conclusies uit het voorkomen van fossielen te trekken. Door resultaten die verkregen zijn uit onderzoek aan verschillende plant- en diergroepen met elkaar te vergelijken is het mogelijk uitkomsten te valideren.
Soorten uit een fauna kan men indelen naar hun klimaatvoorkeur (of -eisen). Uit de ontwikkeling van de verhoudingen tussen dergelijke klimaatgroepen binnen een opeenvolging van fossiele fauna's in een geologische sectie kan men conclusies over het relatieve klimaatverloop trekken. Dit basisprincipe ligt ook ten grondslag aan statistische methoden om bijvoorbeeld de ontwikkeling van temperatuur en vochtigheid te achterhalen uit fossielen die aanwezig zijn in een monsterserie.
De eerste wetenschapper die beschreven heeft hoe die op deze manier klimaatverandering deduceerde was de Chinese wetenschapper Shen Kuo. In 1088 schreef hij over de vondst van versteende bamboe op een plek waar de klimaatomstandigheden zodanig waren dat bamboe er niet zou kunnen groeien. Hij suggereerde dat in vroegere tijden het klimaat in die regio anders moest zijn geweest.

## Andere methoden
Andere veelgebruikte methoden zijn de bestudering van seizoensgelaagdheden in sedimenten (varven), ijsafzettingen, maar ook biogene materialen zoals hout (boom jaarringen), groeiringen in bivalven, koralen, etc. Hieraan ligt ten grondslag dat aangroei in al deze gevallen niet over het hele jaar gelijkmatig is maar in hoeveelheid varieert volgens de seizoenen. Naast de hoeveelheid materiaal varieert vaak ook het soort materiaal wat wordt vastgelegd. Een boom zal in de zomer snel groeien (en produceert lichtgekleurd hout) terwijl in de winter de groei veel langzamer is (en maakt dan donkergekleurd hout aan). Door het opmeten van de relatieve dikteverschillen en de bepaling van de paleontologische, fysische en/of chemische verschillen tussen de seizoenslaagjes, kunnen conclusies over het klimaat getrokken worden.
In bepaalde plant- en diergroepen leven in het koude seizoen andere soorten dan in het warme seizoen. Dat komt bijvoorbeeld voor bij kiezelwieren. Door de variatie tussen koude en warme soorten procentueel te berekenen, wordt een beeld verkregen van de wisseling van de seizoenen. Een veel toegepaste fossiele klimaatproxie is de gemiddelde julitemperatuur zoals die uit pollen-onderzoek van fossiele flora's afgeleid kan worden.

## Valideren van proxies
Al deze bronnen van mogelijke gegevens noemt men "proxies".
Door klimaatproxies te bepalen uit de historische periode waarover eveneens instrumentele meetgegevens beschikbaar zijn van temperatuur en andere weergegevens kunnen dit soort proxies gevalideerd worden, dat wil zeggen dat de betrouwbaarheid en nauwkeurigheid van de fossiele gegevens getest kan worden met behulp van objectieve meetgegevens.

## Geschiedenis
De tweede helft van de 20e eeuw heeft een enorme toename laten zien in het onderzoek aan fysische en chemische klimaatproxies. Met name het stabiele isotopen onderzoek aan schaaltjes van foraminiferen uit diepzee boringen en isotopenonderzoek aan ijskernen uit landijskappen (met name Groenland en Antarctica) hebben sterk bijgedragen aan de kennis van de klimaatontwikkeling van de laatste miljoenen jaren.
Men heeft getracht een kromme van de klimaatverandering in het gematigd zeeklimaat tijdens het Kwartair uit te rekenen. Het bekendste onderzoek hiernaar is dat van Milutin Milanković. De Milanković-parameter meent variaties in de zonnestraling te kunnen vaststellen tijdens deze periode.

## Klimaatmodellering
De informatie die uit al deze proxiegegevens wordt gehaald over het vroegere klimaat kan worden gebruikt om klimaatmodellen op te stellen. Men kan dan op deze manier proberen na te gaan of klimaatveranderingen tijdens het Holoceen, en met name gedurende de laatste ± 100 jaar een natuurlijke oorzaak kunnen hebben of te wijten zijn aan menselijke invloeden.